# Anchieta Dali
José Anchieta Carvalho apelido de Anchieta Dali é um compositor, produtor e arranjador de música popular brasileira.
José Anchieta de Carvalho, pseudônimo Anchieta Dali é Cantor e Compositor. Natural de Belém de São Francisco, criado em Tacaratu, ambas as cidades do interior de Pernambuco. Entrou para o mundo da música ainda na infância, mas foi na adolescência, que começou a perceber os meandros da música profissional. Seu primeiro disco, Terras de Amor(Autoral) veio no início da década de 90, de lá para os dias atuais gravou mais sete álbuns, sempre tentando manter o perfil e a diversidade do primogênito. Cantando a natureza e o amor, Dali e o seu verso simples, com traços sociais fortes, pertinentes a sua história e do seu povo, tenta traduzir em seu canto o amor, a paixão pela vida.Tem mais de uma centena de músicas gravadas por artistas da música brasileira, dentre os quais estão: Elba Ramalho, Fagner, Amelinha, Flávio José, Alcymar Monteiro, Carlos Villela (Seu maior parceiro de composições) Jackson Antunes, Flávio Leandro, Bia Marinho, Maciel Melo, Santanna - O Cantador, Josildo Sá, Jorge de Altinho, e mais um sem fim de cantores independentes. Com oito CDs (Independentes) gravados o poeta tem percorrido a estrada com shows intimistas, ou não, divulgando seu trabalho que leva traços interioranos e universais.

## Discografia
- Segundos e Eras
- Terras de Amor
- Cativante
- Estradar
- Forró da Cor do Chão
- Canturis da Cor do Chão
- Frugal (Ao Vivo)
- Na Dança da Vida